# Гаюс Макоута
Гаюс Абрахам Джаред Макута (на френски: Gaïus Abraham Jared Makouta) е конгоански футболист, който играе на поста полузащитник. Състезател на Боавища.

## Кариера
През февруари 2019 г. подписва с Брага.
През януари 2020 г. е пратен под наем в Берое.
На 27 юни 2021 г. парафира тригодишен контракт с Боавища.

## Национална кариера
Роден във Франция и с конгоански корени, Макута бива повикан в националния отбор на Конго през октомври 2019 г.